# CONFIG.SYS
CONFIG.SYS – podstawowy plik konfiguracyjny systemów operacyjnych MS-DOS, OS/2 oraz systemów Windows z serii 9x.
Składnia przypomina tę używaną w plikach .ini systemu Windows; w przypadku stosowania menu posiada sekcje. Standardowym zapisem są pary postaci parametr=wartość, które wyglądają jak zmienne. W rzeczywistości służą one do definiowania parametrów zajętości pamięci albo ładują programy rezydentne i sterowniki urządzeń (device=, devicehigh= i inne).
Kolejność zapisu w pliku nie zawsze jest zachowywana podczas jego przetwarzania – niektóre polecenia wykonywane są przed innymi. Dlatego dokonując zapisu w tym pliku, użytkownik może się skupić wyłącznie na kolejności ładowania sterowników, nie martwiąc się o pozostałe parametry.

## Sekcje i menu
Plik CONFIG.SYS może posiadać sekcje podobnie jak pliki .ini. Istnieją przy tym sekcje o znaczeniu specjalnym:
[menu] – przy pomocy tej sekcji możliwe jest stworzenie menu wyboru, które będzie wyświetlane podczas startu systemu. Dzięki niemu możliwe jest wskazanie konfiguracji, która ma zostać użyta podczas ładowania systemu. Wybór może mieć także wpływ na działanie pliku AUTOEXEC.BAT, gdyż wybór przekazywany jest w postaci zmiennej systemowej %config%.
[common] – polecenia z tej sekcji wykonywane są zawsze niezależnie od wyboru wskazanym w menu. Warto nadmienić, że sekcji tych może istnieć więcej niż jedna.
Pozostałe sekcje odpowiadają nazwom wybranej pozycji w menu, o ile takie zostało utworzone.

## Wykorzystanie pliku w systemie
Po odczytaniu pliku CONFIG.SYS MS-DOS przechodzi do ładowania COMMAND.COM, który następnie uruchamia program wsadowy AUTOEXEC.BAT.
Pliki CONFIG.SYS i AUTOEXEC.BAT można także znaleźć w późniejszych wersjach systemu Microsoft Windows. Najczęściej są to puste pliki, bez jakichkolwiek wpisów. OS/2 nie korzysta z pliku AUTOEXEC.BAT.

## Przykładowy plik CONFIG.SYS
```
device = c:\dos\himem.sys
device = c:\dos\emm386.exe umb
dos = high,umb
devicehigh = c:\windows\mouse.sys
devicehigh = c:\dos\setver.exe
devicehigh = c:\dos\smartdrv.exe
country = 048,852,c:\dos\country.sys
```

## Windows NT
Odpowiednikiem CONFIG.SYS w systemach rodziny Windows NT, począwszy od Windows 2000 jest plik config.nt znajdujący się w katalogu %SystemRoot%\System32\ (np. C:\WinNT\System32).